# Naoya Hatakeyama
Naoya Hatakeyama (畠山 直哉, Hatakeyama Naoya, né en 1958) est un photographe japonais.
Hatakeyama naît à Iwate en 1958. Il est diplômé de l'université de Tsukuba, école d'art et de design en 1981 et a fait des études de troisième cycle à l'Université de Tsukuba en 1984.

## Récompenses
- 1997 : 22e Ihei Kimura Memorial Photography Award[2].
- 2000 : 16e Prix Higashikawa du photographe japonais[2].
- 2001 : 42e Mainichi Award of Art[2].
- 2003 : Prix du photographe de l'année de la Société photographique japonaise (1951-)[2].

## Albums
- Lime Works.  Tōkyō: Synergy, 1996.  (ISBN 4-915877-39-6).
- Underground. Tōkyō: Media Factory, 2000.  (ISBN 4-8401-0088-8).
- Under Construction. Tōkyō: Kenchiku Shiryo Kenkyusha, 2001.  (ISBN 4-87460-716-0).
- Slow Glass. United Kingdom: Light Xchange and The Winchester Gallery, 2002.  (ISBN 1-873451-44-X).
- 畠山直哉 = Naoya Hatakeyama. Kyōto: Tankōsha, 2002.  (ISBN 4-473-01920-9).
- Lime Works. Osaka: Amus Arts Press, 2002.  (ISBN 4-946483-74-8).
- Naoya Hatakeyama.  Ostfildern-Ruit, Germany: Hatje Cantz Publishers, 2002.  (ISBN 3-7757-1159-7).
- Atmos. Portland, Ore.: Nazraeli Press, 2004.  (ISBN 1-59005-080-0).
- Zeche Westfalen I/II Ahlen. Portland, Ore.: Nazraeli Press, 2006.  (ISBN 1-59005-151-3).
- Two Mountains - Naoya Hatakeyama and Balthasar Burkhard. Tokyo: Executive Committee of Two Mountains, 2006.  (ISBN 3-03778-072-X).
- Scales. Portland, Ore.: Nazraeli Press, 2007.  (ISBN 978-1-59005-216-7).
- Lime Works. Kyōto: Seigensha, 2008.  (ISBN 978-4-86152-124-9).
- Terrils. La Madeleine, France: Light Motiv Editions, 2011.  (ISBN 978-2-9537908-1-8).
- Ciel Tombé. Kamakura, Japan: Super Labo, 2011.  (ISBN 978-4-905052-08-1).
- Kesengawa, Light Motiv, France, 2013.  (ISBN 9782953790856).
- Rikuzentakata, Light Motiv, France, 2016.  (ISBN 9791095118022).

## Expositions
- 2001 : "Fast and Slow," pavillon japonais, 49e Biennale de Venise. Commissaire : Eriko Osaka[3].
- 2003 : "Atmos", Les Rencontres d'Arles, France. Commissaire : François Hébel.
- 2009 : Rencontres d'Arles, France.
- 2011-2012 : "Naoya Hatakeyama : Natural Stories," musée métropolitain de photographie de Tokyo et San Francisco Museum of Modern Art[4],[5].